# Chu Sang-mi
Dans ce nom, le nom de famille, Chu, précède le nom personnel.
Pour les articles homonymes, voir Chu.
Chu Sang-mi (en coréen : 추상미) est une actrice sud-coréenne née le 9 mai 1973 à Séoul.

## Biographie
Elle est la fille du comédien Chu Song-woong (en).
Avec Lee Byung-hun et Choi Ji-woo, elle joue un rôle principal dans le film Everybody Has Secrets.

## Filmographie

### Films
- 2007 : The Wonder Years
- 2006 : See You After School (caméo)
- 2006 : Ssunday Seoul (caméo)
- 2005 : My Right to Ravage Myself
- 2004 : Everybody Has Secrets
- 2004 : Twentidentity short - Under a Big Tree
- 2003 : A Smile
- 2002 : On the Occasion of Remembering the Turning Gate
- 2001 : Say Yes
- 2000 : Interview
- 1998 : The Soul Guardians
- 1997 : The Contact
- 1996 : A Petal

### Dramas télévisés
- 2009 : City Hall (SBS)
- 2008 : My Woman (MBC)
- 2007 : Snow in August (SBS)
- 2006 : Love and Ambition (SBS)
- 2005 : Let's Get Married (MBC)
- 2005 : Lawyers (MBC)
- 2003 : Yellow Handkerchief (KBS)
- 2003 : Age of Warriors (KBS)
- 1999 : Invitation (KBS)
- 1998 : Lie (KBS)
- 1998 : Sunflower  (MBC)
- 1997 : New York Story (SBS)